# Sorbaronia fallax
 (septembre 2024).
Espèce
Sorbaronia fallax est une espèce de la famille des Rosaceae.
Il s'agit d'un hybride artificiel entre Aronia melanocarpa' et Sorbus aucuparia. Avant les tests génétiques, on pensait qu'il s'agissait d'un hybride parmi les cultivars d'Aronia melanocarpa, dont les plus courants étaient « Viking » et « Nero »,. Il a été suggéré que × Sorbaronia fallax est le produit des expériences du pomologue russe Ivan Vladimirovich Michurin au début du 20e siècle sur les hybridations larges.

## Description
Cette espèce est plus robuste que les populations sauvages d'« Aronia melanocarpa » ; les feuilles sont plus larges et les fruits plus gros,. Elle est tétraploïde et autofertile.

## Utilisationss
× Sorbaronia fallax a historiquement été largement cultivé dans l'ancienne Union soviétique car ses gros fruits conviennent à la fabrication de jus, de vin et de confiture, et parce qu'ils sont autofertiles, ne nécessitant qu'une seule plante pour produire des fruits.
Comme les espèces Aronia, le fruit est utilisé comme arôme ou colorant alimentaire pour les boissons ou les yaourts. Le jus des baies mûres est astringent, sucré (avec une forte teneur en sucre), acide (faible pH), et contient de la vitamine C.[réf. nécessaire] En plus du jus, le fruit peut être cuit pour former des pains mous.

## Systématique
Le nom correct complet (avec auteur) de ce taxon est Sorbaronia fallax C.K.Schneid..
L'espèce a été initialement classée dans le genre Sorbus sous le basionyme Sorbus fallax C.K.Schneid..
Sorbaronia fallax a pour synonymes :
- Pyrus ×fallax (C.K.Schneid.) Asch. & Graebn.
- Pyrus ×fallax (C.K.Schneid.) Fernald
- Sorbus ×fallax C.K.Schneid.